# Soľ (powiat Vranov nad Topľou)
Soľ – wieś (obec) na Słowacji położona w kraju preszowskim, w powiecie Vranov nad Topľou. Pierwsze wzmianki o miejscowości pochodzą z 1402 roku.
Według danych z dnia 31 grudnia 2012 roku, wieś zamieszkiwało 2468 osób, w tym 1218 kobiet i 1250 mężczyzn.
W 2001 roku rozkład populacji względem narodowości i przynależności etnicznej wyglądał następująco:
- Słowacy – 74,52%
- Czesi – 0,27%
- Romowie – 22,71%
- Ukraińcy – 0,05%
- Węgrzy – 0,05%

Ze względu na wyznawaną religię struktura mieszkańców kształtowała się w 2001 roku następująco:
- Katolicy rzymscy – 63,22%
- Grekokatolicy – 7,77%
- Ewangelicy – 19,71%
- Prawosławni – 0,23%
- Ateiści – 1,54%
- Nie podano – 2,77%